# Daryl McCormack
Daryl McCormack (Nenagh, Munster, 20 de diciembre de 1992) es un actor irlandés. Es conocido por sus papeles en la telenovela Fair City de RTÉ One y en la serie Peaky Blinders de la BBC.
McCormack hizo su debut en teatros del West End en 2018 como Brendan en The Lieutenant of Inishmore. Interpretó a Romeo en Romeo y Julieta y el papel principal en Otelo. Al principio de su carrera, estuvo a punto de participar en Star Wars: The Force Awakens.

## Biografía
McCormack es hijo de madre irlandesa, Theresa McCormack, y de padre afroamericano, Alfred Thomas, de Baltimore. Sus padres se conocieron un verano en California. Su madre regresó a Irlanda al quedar embarazada y crio a McCormack en Nenagh, condado de Tipperary. Mantiene una buena relación con su lado paterno.
McCormack asistió a la CBS de St. Joseph. Jugó baloncesto y participó en la Sociedad Coral. Luego pasó a estudiar en el Conservatorio del Instituto de Tecnología de Dublín y en la Escuela de Actuación Gaiety, y se graduó con una Licenciatura en Arte Dramático en 2014.

## Filmografía

### Cine
| Año  | Título original                | Personaje       |
| ---- | ------------------------------ | --------------- |
| 2016 | The Randomer                   | Ray             |
| 2017 | Neon (Cortometraje)            | Jason           |
| 2018 | Inner Child (Cortometraje)     | Finn            |
| 2018 | Lady Black Eyes (Cortometraje) | Devon           |
| 2019 | How to Fake a War              | Matt            |
| 2019 | A Good Woman Is Hard to Find   | PC Reeves       |
| 2020 | Pixie                          | Harland McKenna |
| 2022 | Good Luck to You, Leo Grande   | Leo Grande      |
| 2023 | The Lesson                     | Liam Sommers    |
| 2024 | Twisters                       | Jeb             |
| 2025 | Rogue Trooper                  | Helm            |
| TBA  | Anniversary                    | —               |

### Televisión
| Año       | Título original        | Rol             | Notas                    |
| --------- | ---------------------- | --------------- | ------------------------ |
| 2015–2016 | Fair City              | Pierce Devlin   | 36 episodios             |
| 2016      | Dawn                   | Ukkanaak        | Película para TV         |
| 2017      | Vikings                | Young Man       | Episodio: "The Prisoner" |
| 2018      | Immortality            | Pio             | Miniserie                |
| 2018      | A Very English Scandal | Luke Mackenzie  | 1 episodio               |
| 2019      | Cleaning Up            | Ryan            | 1 episodio               |
| 2019-2022 | Peaky Blinders         | Isaiah Jesus    | Temporadas 5 & 6         |
| 2021      | The Wheel of Time      | Aram            | 3 episodios              |
| 2022      | Bad Sisters            | Matthew Claffin | 10 episodios             |
| 2023      | The Woman in the Wall  | Colman Akande   | 6 episodes               |

### Videos musicales
| Canción       | Año  | Artista          |
| ------------- | ---- | ---------------- |
| "Half a Life" | 2018 | Roisin El Cherif |

## Teatro
| Año  | Título                    | Rol     | Notas                                    |
| ---- | ------------------------- | ------- | ---------------------------------------- |
| 2014 | Las uvas de la ira        | Casey   | Project Arts Centre, Dublín              |
| 2015 | Romeo y Julieta           | Romeo   | Teatro Gate, Dublín                      |
| 2015 | Otelo                     | Otelo   | Teatro Royal Waterford                   |
| 2015 | Enjoy                     |         | Project Arts Centre, Dublín              |
| 2017 | “A Whisper Anywhere Else” | Garda   | Escenario Peacock, Abbey Theatre, Dublín |
| 2017 | La boca de un tiburón     |         | The Complex, Dublín                      |
| 2018 | El teniente de Inishmore  | Brendan | Teatro Noël Coward, Londres              |
| 2019 | Citysong                  |         | Abbey Theatre, Dublín                    |